# Costo standard
Il costo standard è definito nell'ambito della contabilità industriale.
Il costo standard è calcolato in sede previsionale, come valore stimato verificabile solo a posteriori e/o determinato sulla base di assunzioni.
In sede consuntiva invece viene calcolato il costo effettivo, che è il costo analitico esatto che può non coincidere con il valore stimato per molteplici motivi, a partire dal metodo di valorizzazione che è diverso (LIFO, FIFO, costo medio ponderato: quest'ultimo è il più simile al costo standard).
Dal confronto (differenza) fra costo standard e costo effettivo possono emergere scostamenti più o meno significativi, di prezzo-quantità-mix, che vanno sottoposti ad analisi (cosiddetta analisi degli scostamenti)
Ai tre metodi noti per la contabilità interna e per valorizzare le scorte (LIFO, FIFO, costo medio ponderato), se ne aggiunge un altro, il costo standard, specifico per il budget: diversamente dai primi tre, il costo standard tiene conto anche degli ordini di acquisto ancora inevasi, cioè del materiale che nel tempo entrerà in azienda.

In questo modo, anche se si tratta di nuovo prodotto e le rimanenze iniziali e finali sono pari a zero, il materiale può essere valorizzato in base al prezzo medio, pesato sulla quantità, delle sue entrate future del portafoglio ordini fornitore.
Il costo standard è la quota variabile dei costi di prodotto, e non tiene conto dei costi fissi (ammortamenti industriali, commerciali e amministrativi). Gli ammortamenti di macchinari industriali volendo si possono proporzionare e ripartire per prodotto in base alle ore di utilizzo o al tasso di saturazione.

Confrontando costo variabile standard del venduto e ammortamenti industriali si ottiene il break even: la quantità prodotta (pari a quantità che si prevede di vendere al netto delle rimanenze) dovrebbe non essere inferiore, e se del caso, aumentata, anche tenendo a scorta l'invenduto, per essere almeno pari al punto di pareggio.
Col costo standard di materie prime e dei prodotti finiti, e il prezzo di vendita dato, si può stendere un conto economico previsionale per i vari codici prodotto: ricavi, variazione scorte di prodotto finito, costo materie prime e manodopera diretta, risultato gestione operativa (MOL), proventi e oneri finanziari e straordinari, tasse, utile netto.

L'utile netto viene infine contrapposto agli oneri figurativi (stipendio dell'Alta Direzione e interessi di computo-oneri finanziari simulando di finanziare tutto a debito zero con capitale proprio), per vedere la convenienza economica e se la produzione è in perdita.

## Descrizione
Il “'costo standard'” è un costo definito in base a una costruzione ex ante dell'impegno economico che l'unità produttiva dovrà sostenere per l'esecuzione del ciclo produttivo. Tale costo, infatti, viene definito in base a predefiniti livelli di efficienza e di prezzo in relazione a determinate condizioni operative in uno specifico lasso temporale.
Per approfondire il concetto di costo standard è necessario, in primis, distinguere due tipologie di costi:
Costo Effettivo: oneri realmente sostenuti per la produzione di un bene/servizio
Costo Previsto: costo che si prevede di sostenere in un determinato periodo di riferimento in relazione sia alle condizioni operative e funzionali in cui l'azienda opera, che delle azioni che l'azienda stessa intende attuare per il raggiungimento dei propri obiettivi
In questo contesto si evidenzia l'importanza del costo standard come strumento di controllo dell'efficienza aziendale e supporto per la determinazione dei prezzi di vendita.
Il costo standard si può distinguere in:
- Costi Standard Ideali: costi definiti in considerazione di un livello ottimale di efficienza tecnico-produttiva (dove vorrei arrivare) dell'azienda o nei suoi rapporti economici esterni.
- Costi Standard Pratici: costi determinati attraverso un'analisi dei costi effettivamente sostenuti dall'azienda in funzione dei livelli di output che si intende raggiungere (dove posso arrivare).

In un'ottica di miglioramento dell'efficienza dell'utilizzo delle risorse interne, la Variance Analysis, quale analisi degli scostamenti effettivo/previsivo, assume un ruolo fondamentale di controllo delle performance ed indirizzo delle politiche correttive per il raggiungimento dei desiderata aziendali.

### Perché usare il costo standard
Ci sono diversi vantaggi nell'uso del costo standard anziché il costo effettivo:
- Il costo standard è base per il controllo delle performance. I risultati di unità organizzative, il costo del venduto, le prestazioni di un manager possono essere misurate in confronto con il costo standard
- il costo standard fornisce un costo mediato a fronte di cambiamenti puntuali nel processo produttivo in materiali, modalità di assemblaggio, mano d'opera.

Per esempio in un reparto produttivo ci sono operai con differente anzianità e le loro retribuzioni possono essere differenti. Se essi sono impegnati indifferentemente sulla medesima linea di montaggio assumo come costo orario per tutti gli operai il costo orario standard.
- il costo standard semplifica notevolmente le registrazioni e i rilevamenti per la contabilità industriale: nell'esempio precedente, non devo acquisire e tracciare il nome dell'operaio che ha realmente lavorato e calcolare il relativo costo orario in base al diverso costo aziendale del suo stipendio: assumo che il costo orario della mano d'opera sia uguale per tutti. Spesso si utilizza il costo standard perché non sarebbe economicamente conveniente rilevare i costi effettivi.
Inoltre, per valorizzare la giacenza di semilavorati di lavorazione interna viene evitata la fase precedente e, nel contempo, l'esame delle fatture dei fornitori, per sapere il prezzo esatto dei grezzi e finiti di acquisto effettivamente utilizzati per realizzare il semilavorato.

Tutti gli scarichi da magazzino di un dato semilavorato di acquisto sono valorizzati ad un medesimo prezzo a media mobile, che viene modificato con le entrate merci in arrivo dai fornitori e le uscite merci per la produzione (ovvero vendita al cliente per ricambi, o rottamazione).
Il semilavorato è valorizzato in base a un costo orario medio dei centri di costo diretti (ovvero imputabili al prodotto), quali la progettazione tecnica e meccanica (cicli, distinte basi, ecc), manodopera per lavorazione e montaggio, programmazione della produzione. La quantità media di ore tiene conto di un rendimento effettivo/teorico annuale del singolo centro di costo, e a un prezzo a media mobile degli acquistati necessari, aggiornato annualmente.

### Calcolo del costo standard
Il costo standard è riaggiornato periodicamente.
Per costi stabili, può essere determinato in base ai dati consuntivati in un periodo di tempo significativo.
Se ci sono delle aspettative di cambiamento dei costi, il costo standard può recepire il costo atteso nel futuro.
Solitamente è calcolato in contemporanea al budget, spesso su base annuale. Dal budget il costo standard mutua una delle sue più importanti funzioni, che è quella di realizzare un certo grado di motivazione negli operatori che saranno ritenuti responsabili del raggiungimento o meno dello standard prescelto. Uno standard troppo, o troppo poco, ambizioso potrebbe dare o togliere motivazione all'impegno lavorativo, a seconda della situazione psicologica del personale che con tale standard andrà a confrontarsi: manager molto ambiziosi saranno motivati nel primo caso, demotivati nel secondo (e viceversa).
Ma anche cambiamenti importanti all'interno dell'azienda o del mercato delle materie prime possono forzare aggiornamenti del costo standard più brevi di quanto previsto.

## Il costo standard nel controllo di gestione

### Caso di un'azienda manifatturiera
Il costo standard è solitamente usato nei budget operativi, e permette di fare analisi di scostamento del costo effettivo, analizzarne le motivazioni e mettere in pratica eventuali azioni correttive
Il costo standard è una metodologia nell'ambito dei progetti di product costing che permette di valorizzare il costo di produzione di un prodotto finito o di un suo componente, sia semilavorato che acquistato.
Ogni materiale può essere un make oppure un buy. I prodotti make sono associati ad una distinta base e a un ciclo di produzione.
Il costo standard utilizza una logica dell'MRP che utilizza l'anagrafica del materiale e altri due documenti associati ad ogni prodotto finito: la distinta base di produzione e il ciclo di lavorazione/montaggio in stato rilasciato.
Le transazioni del calcolo costi esplodono la distinta base e calcolano il prezzo finale del prodotto in questo modo:
-per gli acquistati, che non hanno né ciclo né distinta base, il costo è pari al prezzo del fornitore, generato in automatico dal Sistema Informativo in base a un'analisi delle serie storiche, come una medie pesate degli Ordini di Acquisto del codice chiusi e di quelli ancora in scadenza, oppure imposto a mano, a partire da un'indagine di mercato e da un proprio listino prezzi delle forniture;
-per i componenti della distinta fatti in casa, viene esplosa la porzione di distinta sottostante: il costo sarà pari al prezzo degli acquistati (grezzi e finiti d'acquisto) più il costo di trasformazione, che monetizza le ore di lavorazioni e montaggi necessarie.
Il costo di trasformazione di un materiale è dato da quello per i singoli centri di costo, che è il prodotto di un parametro orario specifico del centro per il totale ore necessarie.
L'azienda definisce dei Centri di Costo (CdC) con una relativa tariffa oraria che include tutti i costi diretti, ovvero quei costi imputabili in maniera certa ed univoca al centro di costo stesso (reparto, unità produttiva, ecc.), che sono:
- l'energia;
- il lavoro diretto (non gli impiegati e la struttura amministrativa);
- l'ammortamento annuo (o il costo di noleggio) iscritto a bilancio, di macchinari e attrezzature.
- i materiali indiretti e le ore indirette, per la manutenzione ordinaria e a guasto degli impianti.

Semplificando, un centro di costo può essere un gruppo di macchine oppure un ente organizzativo (funzione aziendale), e dipende dai processi della singola azienda. Il parametro orario applicato è aggiornato periodicamente alla luce delle variazioni di prezzo dei fattori di produzione.
Il ciclo produttivo è una sequenza di operazioni o fasi, di lavorazione o montaggio, alle quali viene assegnata una macchina (un centro di costo), un tempo di set-up e un tempo ciclo. Il tempo di attrezzaggio (set-up), necessario a preparare il macchinario prima della produzione, è ripartito per un lotto minimo o per un lotto ottimale di produzione che è indicato come proprietà anagrafica di ogni materiale. Il tempo totale di una fase è dato dalla somma di tempo ciclo e di set-up, diviso per il lotto.

Un buon ciclo di produzione rende costi diretti, direttamente imputabili al prodotto un numero di attività il più ampio possibile: non si limita alle ore macchina e ore di operatore dirette che fisicamente comportano una modifica del pezzo (ciò che esce è diverso da ciò che entra nell'attività), ma riporta le ore di programmazione della produzione (compilazione ordine di lavoro e stampa), progettazione meccanica per realizzare i programmi CAM/CAD della macchina utensile e prototipazione, ore magazzino per la registrazione contabile e fisica dei movimenti-prelevare e rendere disponibili il materiale di acquisto o semilavorato alle macchine utensili, ore di Qualità (divise per collaudo materiali di acquisto in entrata, collaudo finale interno del prodotto finito e poi alla presenza del cliente, collaudi nelle fasi intermedie di produzione eseguiti in autocollaudo dall'operatore o alla presenza di collaudatori), ore per imballaggio e spedizione. Con questo dettaglio, restano costi indiretti "fuori ciclo", da ripartire sul prodotto, la logistica in entrata e in uscita.

Ugualmente la distinta base non è composta dai soli materiali che hanno un disegno progettuale e fisicamente ritroviamo lavorati e montati nel prodotto finale, ma anche dai materiali di consumo (oli, grassi; utensili delle macchine che sappiamo di inserire e consumare durante il ciclo di produzione; materiale per il collaudo).
Quindi, per ogni componente make:
- si calcolano le ore totali per centro di costo, come somma di set-up e tempi ciclo di tutte le operazioni che utilizzano un dato macchinario/centro di costo;
- si moltiplica per il parametro orario specifico del centro di costo, aggregando i risultati.

Il totale ore del centro di costo può essere aumentato tenendo conto del trend del momento, dell'efficienza che il centro di costo manifesta come rapporto fra le ore preventivate nei cicli e negli ordini di lavoro in corso di produzione, e quelle effettivamente impiegate per le lavorazioni.
Il costo standard non tiene conto di alcuni elementi quali:
- costi fissi, che sono poi i costi indiretti, di produzione (forza motrice, manutenzioni e riparazioni programmate e a guasto, ammortamenti industriali ovvero leasing macchine utensili, assicurazioni, viaggi e trasferte)
- altri costi fissi: ammortamenti commerciali e amministrativi
- costi della non-qualità: rilavorazioni e scarti di prodotto finito e semilavorati, legati alla variabilità naturale del processo produttivo;
- il learning, o economia di apprendimento, che è il maggior numero di ore necessario all'avvio di una produzione, destinato a decrescere con la quantità prodotta.

Per i costi indiretti di produzione, ma anche quelli commerciali e amministrativi, l'azienda può scegliere di aggiungere, alla contabilità interna a costi standard (che opera su materiali diretti e lavoro diretto), una contabilità di tipo Activity based costing per ripartire i costi indiretti consuntivi sui prodotti, in modo da poter così calcolare il costo pieno industriale di ogni prodotto (materiali diretti, lavoro diretti, costi generali detti anche overhead).

È possibile definire con il metodo ABC un budget anche per i costi indiretti, da confrontare con il consuntivo, con un'analisi degli scostamenti conseguente.
Il costo totale può essere lo standard, maggiorato con dei correttivi che valorizzano questi elementi.
Ad esempio sulle singole fasi di collaudo (autocontrollo o con collaudatore) si può mappare la percentuale di pezzi scarti e di pezzi lavorati: rispetto a un lotto di produzione e calcolo costi di 100 unità, sulla fase 20 un 2% di scarti e 3% rilavorati (=che ripetono una seconda volta la fase 20, o ripartono da fasi precedenti) significa che il costo standard fino alla fase 20 sarà per 102 pezzi (includo i 2 scarti)+ 3 unità*minuti macchina/operatore fase 20*prezzo/minuto della macchina che esegue la fase 20.
Il costo standard può essere confrontato coi costi effettivi da inizio anno a oggi per vedere gli scostamenti, intervenire sulle cause, ripianificare per i mesi successivi la commessa con la differenza budget-effettivo ed eventuali aumenti del lead-time-ritardi nella consegna previsti. Serve a valorizzare mensilmente i materiali per prodotto/commessa, mentre le ore per centro di costo sono quelli ricavabili dai cicli e dagli ordini di produzione emessi. Lo standard è il riferimento al quale dovrebbe avvicinarsi, a consuntivo, il costo di un prodotto, se il processo produttivo è a regime (cioè in condizione normali), e con i costi sotto controllo.
Il costo effettivo dei materiali entrati nel perimetro aziendali e immessi come lavori in corso di produzione si vede con la valorizzazione LIFO, FIFO o a costo medio ponderato.

Il costo effettivo delle ore dirette richiede sistema di rilevazione delle timbrature. Ogni operatore è dotato di un codice identificativo (in genere un codice a barre), così come il materiale riportato nell'ordine di produzione e il numero della fase (lavorazione, montaggio, collaudo ecc) del ciclo che si sta eseguendo, col codice della macchina utensile interessata. Prima di iniziare a lavorare, a mano (es. montaggio, collaudo, aggiustaggio) o su una macchina utensile, l'operatore con una pistola per codici a barre marca la propria matricola, quella della macchina che inizia ad attrezzare, e digita a sistema il numero di ordine e di fase eseguita; esegue la lavorazione o presidia la macchina che sta lavorando; quindi, terminata, ripete una seconda volta le timbrature. Così il sistema misura il tempo effettivamente impiegato per eseguire la singola fase, del ciclo in ordine.
Da questa misura si valuta il rendimento del centro di costo, sia di macchine che di operatori, misurato come tempo speso/tempo previsto a ciclo nell'ordine (che è associato a una commessa), e si corregge la pianificazione della commessa aumentando le ore di produzione previste.
L'operatore diretto deve giustificare tutto il tempo lavorato, attribuendolo all'ordine di lavorazione del prodotto o altrimenti come ore indirette: perciò, timbra e inserisce la relativa causale anche ogni volta che interrompe e poi riprende la lavorazione della macchina per: mancanza materiale da lavorare, per fermo macchina (ad esempio per rottura utensile o per un pezzo da scartare o da rilavorare), per addestramento, per manutenzioni programmate o a guasto, per pause previste nel turno di lavoro.

Le ore dei dipendenti diretti, ora causalizzate e divenute indirette (perché non spesate su un ordine produzione e relativa commessa), ci informano di potenziali aumenti dei tempi di attraversamento del prodotto, ritardi e penali per la consegna: le ore indirette vanno a ridurre la disponibilità teorica degli operatori per la produzione.

### Analisi delle varianze edEarned Value
A completamento del processo di budgeting, si effettua l'analisi degli scostamenti. I valori di riferimento sono tre:
- costo standard, serve per stendere il budget: cosa dovrebbe essere
- costo consuntivo, o effettivo: cosa è stato
- costo ripianificato: cosa sarà.

A questi tre valori visti nel loro andamento temporale, nel metodo dell'Earned Value, corrispondono tre curve, in ordine:
- Budget Cost of Work Scheduled (BCWS)
- Actual Cost of Work Performed (ACWP)
- Budget Cost of Work Performed (BCWP).

I primi due valori sono indipendenti, mentre il costo ripianificato così come il BCWP è ricavato dai primi due: ACWP o costo effettivo fino al mese corrente, e BCWS / costo standard dal mese corrente a finire (fine anno di esercizio, vita intera della commessa).
Dai primi tre valori di costo si ricavano due primi tipi di Varianze Industriali:
- Varianza Tecnica: differenza tra costo standard e ripianificato: dovuta a un errore nel processo di pianificazione (non nel costo standard che è un processo automatico, una volta corretti i dati in input: distinte basi e cicli)
- Varianza di Produzione: consuntivo e ripianificato. Dovuta a un'inefficienza di produzione.

A loro volta entrambi questi due tipi di varianze possono essere ulteriormente scomposti nelle più note (riportate nei libri di testo): 
- - varianze di quantità,
  - varianza di prezzo
  - dove previsto, varianza di mix: cioè sia quantità che prezzo)

relative e che "si intersecano" con:
- - input
  - output

Input è la materia prima ma anche un semilavorato-Lavoro in corso che viene ulteriormente trasformato; output è il prodotto finito che si vende al cliente finaole, ma anche un semilavorato che esce da un'attività intermedia del processo produttivo. Abbiamo quindi:
- scostamento quantità output
- scostamento prezzo output
- scostamento prezzo input
- scostamento impiego input (altro nome dello scostamento di quantità): dovuto all'impiego non solo di altra quantità, ma anche di materiali qualitativamente diversi, o di una sequenza di attività produttive differente.

Le varianze calcolate dall'applicazione del modello di Earned Value sono:
- Schedule Variance (SV = BCWP – BCWS): misura i maggiori/minori costi sostenuti, dovuti rispettivamente ad anticipi/ritardi della produzione rispetto al piano
- Cost Variance (CV = BCWP – ACWP): misura gli extra-costi o i risparmi dovuti rispettivamente ad inefficienze/efficienze di produzione.

La Cost Variance permette di isolare le inefficienze dai ritardi ma non permette di spiegare la causa delle stesse. Questa informazione può essere individuata dalle due Varianze Industriali (tecnica o di produzione), dette sopra.
L'analisi degli scostamenti consente ad esempio di isolare le responsabilità del dirigente del marketing da quelle della produzione, valutare il margine per prodotto e se al limite è stato prodotto in perdita.
Le ore impiegate in più di quelle previste dallo standard, ossia le ore non a ciclo, sono devianze che vanno causalizzate. Le devianze si dividono prima di tutto in quelle che dipendono dalla produzione, oggetto della misura, o dal sistema di rilevazione delle timbrature. Fra le varianze di produzione vi sono quelle imputabili al prodotto che vanno ad aumentare il prezzo al cliente finale, o caricate su commessa; e quelle spesate come costi della struttura, non imputabili al cliente, ma a inefficienze interne.

## Costo standard e cultura aziendale
L'adozione di una contabilità a costi standard avviene in alternativa ai metodi basati sul costo storico di acquisto. Per aggiornare il costo unitario dei centri di produzione il prezzo dei materiali di acquisto, il costo standard richiede un confronto con altre imprese dello stesso settore in un dato periodo di tempo, sia per l'azienda produttrice che per i suoi fornitori.
Una contabilità basata sul costo storico di acquisto è orientata ad osservare l'andamento dei costi nel tempo, piuttosto che fra aziende diverse.
Una metodologia a costi standard pone l'enfasi sul benchmark con le altre imprese del mercato e le best practice, introduce l'idea che il costo è un fattore variabile da ridurre se troppo si scosta dalle medie di mercato, al di là del fatto che in passato il costo storico di acquisto sia rimasto a determinati livelli.
L'esempio più esteso di utilizzo della contabilità a costi standard è rappresentato dalla pubblica amministrazione.
La contabilità a costi standard è il criterio adottato per l'assegnazione delle risorse per la spesa sanitaria e il federalismo fiscale. È pure il criterio di controllo della spesa pubblica adottato dalla Corte dei Conti

## Nella Sanità
Una metodica diffusa per il controllo strategico della gestione del sistema sanitario è la determinazione del costo per episodio di ricovero, detto anche costo per paziente o Hospital Patient Costing. Esso è calcolato mediante una tecnica di allocazione dei costi chiamata Health Activity-based Costing, che permette di dettagliare i costi operativi fissi e variabili per macroattività (degenza di I° e II° livello, sala operatoria, laboratorio radiologico) incrociandole con i fattori di produzione (personale medico, personale infermieristico, farmaci, presidi).

La metodologia prevede l'imputazione diretta dei costi sanitari al singolo episodio di ricovero (es. spesa farmaceutica), tracciando il percorso "fisico" del paziente e il tempo di permanenza nei singoli reparti. Gli altri fattori produttivi indiretti (es. costo del personale) vengono allocati mediante la tecnica Activity Based Costing per prestazione/percorso di ricovero.
In base ai giorni di degenza complessivamente erogati da un reparto e ai costi annui ad esso associati, è possibile anche stabilire un costo medio giornaliero di degenza per singole unità di diagnosi o cura.